# Ernest Mottard
Pour les articles homonymes, voir Mottard.
Ernest Mottard, né le 22 mars 1902 à Hollogne-aux-Pierres (Grâce-Hollogne) et mort le 30 décembre 1949 à Hollogne-aux-Pierres, est un coureur cycliste belge. Professionnel de 1929 à 1936, il a remporté Paris-Bruxelles en 1930. Il participe au Tour de France 1930 en tant que touriste-routier mais abandonne après la 2e étape.

## Palmarès
- 1928
  - Liège-Bastogne-Liège
  - Bruxelles-Luxembourg-Mondorf
  - Tour des Flandres des indépendants
  - 2e de Bruxelles-Liège
- 1930
  - Paris-Bruxelles
- 1931
  - 3e étape du Tour de Belgique
- 1935
  - 2e à Paris-Verdun